# Wyspa Bylota
Wyspa Bylota – wyspa na Oceanie Arktycznym, wchodząca w skład Archipelagu Arktycznego, położona przy północno-zachodnim wybrzeżu Ziemi Baffina. Administracyjnie należy do Kanady i wchodzi w skład terytorium Nunavut. Jej powierzchnia wynosi 11 067 km², co czyni ją 17. wyspą pod względem wielkości w Kanadzie i 15. w Archipelagu Arktycznym. Na wyspie nie ma stałych mieszkańców. Nazwa wyspy pochodzi od odkrywcy Roberta Bylota.